# 존호
존호(尊號)는 한국, 베트남, 중국, 일본에서 임금이 살아있는 동안에 부르는 칭호이다. 일반적으로 외교, 예의(禮儀), 제사 등에 사용했다. 군주의 존호는 피휘에 쓰이지 않았고, 귀족에서 평민까지 부를 수 있었다.

## 추상 존호
사망한 후에 존호를 올리기도 한다. 이를 '추상(追上)'이라고 하는데, 조선왕조 태조 이성계에게 고종 때 추가로 올린 존호 '응천조통광훈영명(應天肇統廣勳永命)'가 대표적이다. 왕비에게 올리는 존호는 특별히 휘호(徽號)라고 부른다.

## 같이 보기
- 묘호
- 휘호
- 시호